# Piotr Stępień
Piotr Stępień (Kamieńsk, 24 de octubre de 1963) es un deportista polaco que compitió en lucha grecorromana.
Participó en los Juegos Olímpicos de Barcelona 1992, obteniendo una medalla de plata en la categoría de 82 kg. Ganó una medalla de plata en el Campeonato Europeo de Lucha de 1989.

## Palmarés internacional
| Juegos Olímpicos   | Juegos Olímpicos   | Juegos Olímpicos | Juegos Olímpicos |
| Año                | Lugar              | Medalla          | Categoría        |
| ------------------ | ------------------ | ---------------- | ---------------- |
| 1992               | Barcelona (España) | Medalla de plata | 82 kg            |
| Campeonato Europeo |                    |                  |                  |
| Año                | Lugar              | Medalla          | Categoría        |
| 1989               | Oulu (Finlandia)   | Medalla de plata | 82 kg            |